# Rustplettet kat
Den rustplettede kat (Prionailurus rubiginosus) lever i Sydindien og Sri Lanka. Den har en gennemsnitslængde på 35-48 cm og en vægt på 1,1 kg for hunner og 1,5-1,6 for hanner. Den er dermed en af de mindste arter i kattefamilien.

## Underarter
Der findes to underarter af den rustfarvede kat:
- Prionailurus rubiginosus phillipsi
- Prionailurus rubiginosus rubiginosus